# Hemigymnaspis jessopae
Hemigymnaspis jessopae är en insektsart som beskrevs av Davidson och Miller 1977. Hemigymnaspis jessopae ingår i släktet Hemigymnaspis och familjen pansarsköldlöss. Inga underarter finns listade i Catalogue of Life.